# Lleó asiàtic
El lleó asiàtic (Panthera leo persica) és l'única subespècie de lleó que actualment es pot trobar fora d'Àfrica en llibertat. És un dels felins més amenaçats del món. Actualment només queden 350 lleons en llibertat en el bosc de Gir a l'estat de Gujarat, a l'Índia. La seva distribució històrica era des de l'Índia fins a la península dels Balcans.

## Descripció
Encara que és molt semblant als lleons africans té algunes diferències amb ells. És més petit que els seus cosins africans. Els mascles fan 1,7-2,2 metres i pesen entre 150-225 kg, i les femelles fan 1,4-1,7 metres i pesen 100-150 kg.
Els mascles tenen crinera, però més curta i més rogenca que els arriba fins al pit igual que el seu parent més proper, el lleó de l'Atles, amb qui compartia algunes característiques cranials absents en els lleons africans. També forma esbarts, però més petits, formats normalment per 2 femelles en lloc de 4–6 com els lleons africans.

## Hàbitat i distribució
Originalment hi havia lleons als Balcans, a Anatòlia, al Caucas, a l'Orient Pròxim, a l'Afganistan, al Pakistan i a l'Índia.
Entre l'any 80 i el 100 es van extingir a Grècia. Al segle x es van extingir a Armènia i al xii a Palestina. Fins a finals del segle xviii i començaments del XIX la seva distribució no va sofrir més canvis significatius.
Es van extingir de Turquia aproximadament l'any 1800. Al Pakistan i l'Afganistan cap al 1810. A la vall del riu Narmada (Índia⁣) el 1848. A la dècada de 1850 es van extingir a Delhi. Van desaparèixer del Kurdistan el 1870, de Síria el 1891, el 1918 a Iraq, i a l'Iran el 1941. Cap al 1900 es van protegir els últims lleons indis, tot i que va haver-hi una sequera poc després que va deixar sense preses els lleons, fet que els va obligar a atacar als humans que els perseguien, això va fer que el 1913 tan sols quedessin 13 lleons a l'Índia.

## Estat actual
La població ha augmentat progressivament fins als 360 exemplars actuals, però com que tots són descendents de 13 hi ha problemes d'endogàmia. Com que la població de lleons ha anat augmentant, l'espai protegit s'ha tornat insuficient fent que els lleons i els humans entrin en conflicte. Per intentar solucionar-ho hi ha un projecte per reintroduir els lleons a Kuno, d'on es van extingir l'any 1873.